# Combat de Cartagena
Guerres de la Révolution française
Le combat de Cartagena oppose un vaisseau de ligne de 64 canons de la Royal Navy à 4 frégates espagnoles au large de Cartagena. Alors que celles-ci rentraient d'un raid vers Murcia, elles sont interceptées par le HMS Lion ; malgré leur puissance de feu supérieure, la Santa Dorothea sort de la ligne de bataille formée par Don Felix O'Neil et est attaquée par le vaisseau britannique. Isolée, elle est capturée rapidement, le feu à longue distance des autres frégates n'étant pas suffisamment précis pour inquiéter le Lion. Après la prise, les Espagnols rentrent à Cartagena.